# Pecten veneris
Pecten veneris är en flockblommig växtart som beskrevs av Jean-Baptiste de Lamarck. Pecten veneris är enda arten i släktet Pecten som tillhör familjen flockblommiga växter. Inga underarter finns listade i Catalogue of Life.